# 小行星光譜類型

按與太陽距離劃分的小行星光譜類型分佈

小行星光譜類型是根據小行星光譜的發射光譜、顏色，有時還參考反照率分辨其類型。這些類型被認為對應於小行星的表面組成。對於沒有內部分異的小天體，其表面和內部成分可能是相似的，而如穀神星和灶神星等大型天體已知具有內部結構。多年來，進行了一些調查，產生了幾套不同的分類系統，例如托倫，SMASS和巴斯–德梅奧（Bus–DeMeo）等分類。

## 分類系統
1975年，天文學家克拉克·查普曼、戴維·莫里森和本·澤爾納（英語：Ben Zellner）根據顏色、反照率和光譜形狀開發了小行星的簡單分類系統。這三類被標記為“C”用於暗碳質天體，“S”為石質（矽質）天體，以及“U”用於不適合C或S的天體。這種小行星光譜的基本劃分日後得到了擴展和闡明。現時存在許多分類方案，雖然它們努力保持一些相互一致性，但相當多的小行星根據特定的方案被分為不同的類別。這是因為每種方法使用不同的標準。下面介紹了兩種最常用的分類：

### 托倫和SMASS概述
| 托倫分類 | SMASSII （巴斯分類）  | 反照率                  | 光譜特徵 |
| -------- | --------------------- | ----------------------- | --- |
| A        | A                     | 溫和                    | 短距為0.75μm非常陡峭的紅色斜率；長至0.75μm中等深度吸收特徵。                                                             |
| B、F     | B                     | 低                      | 線性，通常無特徵的光譜。紫外吸收特徵的差異在接近0.7μm存在/不存的窄吸收特徵。                                             |
| C、G     | C、Cb、Ch、Cg、Chg    | 低                      | 線性，通常無特徵的光譜。紫外吸收特徵的差異在接近0.7μm存在/不存的窄吸收特徵。                                             |
| D        | D                     | 低                      | 相對無特徵的光譜，具有非常陡峭的紅色斜率。                                                                               |
| E、M、P  | X、 Xc、Xe、Xk        | 從低（P） 至非常高（E） | 通常無特徵的光譜，具有微紅斜率;微妙的吸收特徵和/或光譜曲率和/或峰值相對反射率的差異。                                    |
| Q        | Q                     | 溫和                    | 短向的紅色斜率為0.7μm；長為0.75μm深，圓形的吸收特徵。                                                                    |
| R        | R                     | 溫和                    | 中等偏紅斜率，向下0.7μm；深度吸收長為0.75μm。                                                                            |
| S        | S、Sa、Sk、Sl、Sq、Sr | 溫和                    | 適度陡峭的紅色斜率，向下0.7μm；中度至陡峭的吸收，長為0.75μm；反射率峰值為0.73μm。巴斯子群組介於S和A、K、L、Q、R 類之間。 |
| T        | T                     | 低                      | 中度淡紅色，短距0.75μm；之後平坦。                                                                                       |
| V        | V                     | 溫和                    | 淡紅色短距為0.7μm；極深的吸收長至0.75μm。                                                                                |
| —        | K                     | 溫和                    | 適度陡峭的紅色斜率，短距為0.75μm；最大平滑角度，平坦至藍色，長向為0.75μm，曲率很小或沒有曲率。                           |
| —        | L、Ld                 | 溫和                    | 非常陡峭的紅色斜率，短距為0.75μm；平坦的長向為0.75μm；峰值水平的差異。                                                   |
| —        | O                     | —                       | 奇特的趨勢，到目前為止已知的小行星非常少。                                                                               |

### S3OS2 分類
太陽系小天體光譜調查（Small Solar System Objects Spectroscopic Survey，S3OS2或S3OS2），也稱為拉扎羅分類（Lazzaro classification）。在1996年至2001年使用拉西拉天文台的ESO 1.52米望遠鏡觀察了802顆小行星。這項調查將托倫和巴斯-賓澤爾（Bus-Binzel，SMASS）分類法應用於觀察到的天體，其中許多以前沒有被分類過。對於托倫分類，這次調查引入了一種新的“Caa型”，它顯示了一個寬闊的吸收帶，指示天體表面的水性改變。Caa類對應於托倫的C型和SMASS'水合Ch型（包括一些Cgh、Cg-和C型），被調查天體的106個或13%屬於此一類型。此外，S3OS2將K-型用於兩種分類方案，這種類型在原始的托倫分類中並不存在。

### 巴斯–德梅奧分類
巴斯–德梅奧分類是由弗朗西斯卡·德梅奧、舍爾特·巴斯和斯蒂芬·斯利文於2009年設計的小行星分類系統。它基於在0.45-2.45微米波長範圍內測量的371顆小行星的反射率光譜特性。這是由24個類別組成的系統，引入了一個新的“Sv”型，並且根據SMASS分類法，基於主成分分析。但SMASS分類法本身又基於托倫分類法。

### 托倫分類
十多年來使用最廣泛的分類法是大衛·J·托倫於1984年提出的。這種分類是根據20世紀80年代八色小行星調查（ECAS，Eight-Color Asteroid Survey）期間獲得的寬頻光譜（0.31μm至1.06μm）結合反照率量測結果發展而來的。最初的分類是基於978顆小行星。托倫分類包括14種類型，其中大多數小行星屬於三大類之一，還有一些較小的類型（另請參見上文托倫和SMASS概述）。其中最大的3群並再細分出子型，它們的類型如下，括弧中的範例是該型最大的小行星：

#### C-群
小行星中的C型是黑暗的，為碳質天體。這群中的大多數天體屬於標準C型（例如10 健神星)，和有些"更亮點的" B型（2 智神星）。更為罕見的F-型（704 英特利亞）和G-型（1 穀神星）。其它低反照率類別是D-型（624 赫克特），通常見於外小行星帶和木星特洛伊，以及來自內主帶的罕見的T-型小行星（96 輝神星）。

#### S-群
此群有S型（15 司法星、3 婚神星）是矽質（或"石質"）天體。另一大類是類似石質的V型（4 灶神星），也被稱為"灶神星族小行星"，被認為起源於灶神星上的一個大型撞擊坑，它也是最為常見的灶神星族成員。其它的小類型包括 A-型（246 阿斯波林），Q-型（1862 阿波羅），和R-型小行星（349 登博斯卡）。

#### X-群
根據反射率的程度（暗、中、亮），X型可以進一步分為三個子型。最暗的與C群有關，反照率低於0.1。這些是原始的P-型（259 理神星、190 怯女星）。不同於"金屬"M型（16靈神星），中等的反照率為0.10至0.30，最明亮的"頑石"E型，主要見於小行星帶最內部的匈牙利族小行星成員。

#### 分類特徵
托倫分類法最多可能包含四個字母（例如"SCTU"）。分類法使用字母"I"表示"不一致"（"inconsistent"）的光譜數據，不應與光譜類型混淆。一個例子是司理星族小行星515 阿塔利亞，因為天體的光譜和反照率分別是石質和碳質小行星的光譜和反照率，使得在分類時是不一致的。當基礎的數值顏色分析不明確時，將對象分配為兩種或三種類型，而不僅僅是一種類型（例如"CG"或"SCT"），其中類型序列反映了數值標準差遞增的順序，首先提到的是最佳擬合光譜類型。托倫分類法也有額外的符號，附加到光譜類型。字母"U"是一個資格標誌，用於具有"不尋常"光譜的小行星，這種光譜與確定的星團中心分析的數值相去甚遠。當光譜數據有雜訊或有很多雜訊時，分別添加符號":"（單冒號）和"::"（兩個冒號）。例如，穿越火星軌道的1747 賴特的類型為有一個冒號的"AU:"，這意味著儘管具有不尋常且嘈雜的頻譜，它還是一個A-型小行星。

### SMASS 分類法
這是美國天文學家舍爾特·巴斯和理查·賓澤爾基於對1,447顆小行星的小規模主帶小行星光譜調查（Small Main-Belt Asteroid Spectroscopic Survey，SMASS）在2002年引入的一種更新的分類法。這項調查產生的光譜解析度遠遠高於ECAS（見上文托倫分類），並能够解析各種窄頻光譜特徵。然而，觀察到的波長範圍較小（0.44μm至0.92μm）。此外，反照率未被考慮。鑒於到數據的不同，為了盡可能保持托倫分類，小行星被分類為以下26種類型。至於托倫分類，大多數天體分為三大類：C、S和X群，少數不尋常的天體分為幾個較小的類型（請參閱前述托倫和SMASS概述）:
- C群：含碳天體包括C-型小行星，最"標準"的非B型碳質天物體。"較亮的" B-型小行星很大程度上與托倫的B型和F型重疊。在普通C型和B型天體之間過渡的Cb型，以及與托倫的G型有點相關的Cg、Ch和Cgh型。；"h"代表"水合"。
- S-群：包括最常見的矽質（石質）S-型小行星，以及A-型、Q-型，和R-型。新類型包括K型（181 訣女星、221 曙神星）和L-型（83 欣女星）小行星。還有五類，Sa、Sq、Sr、Sk和Sl，它們在普通S型和該群中的其它相應類型之間轉換。
- X-群：主要由金屬天體組成。這包括最常見的X-型小行星，以及托倫分類的M型、E型或P型。Xe、Xc和Xk是普通X-型和對應X-型之間的過渡類型，相當於E型、C型和K型。
- 其它：光譜型包括T型、D型，和V型（4 灶神星）。Ld型是一種具有比L-型小行星更新的類別。新型的O-型小行星迄今只有小行星3628 Božněmcová。

發現大量小行星落在Q型、R型、和V型，但在托倫分類中只有一個類型代表。在巴斯和賓澤爾的SMASS分類方案中，只有一種類型被分配到任何特殊的小行星。

## 色指數

波長

小行星的特徵包括量測其色指數，其來源於測光系統。這是通過一組不同波長的特定濾鏡，即所謂的通帶，量測物體的亮度來實現的。在UBV測光系統中，除經典小行星外，還用於表徵遠距離天體，三個基本濾鏡是：
- U：紫外線的通帶，~320-380 nm，意思是364 nm。
- B：藍光的通帶，包括一些紫色，~395-500 nm，意思是442 nm。
- V：對可見光敏感的通帶，更具體地說是可見光的綠-黃部分，~510-600 nm，意思是540 nm。

| 顏色 | 紫色       | 藍色       | 綠色       | 黃色       | 橙色       | 紅色       |
| 波長 | 380–450 nm | 450–495 nm | 495–570 nm | 570–590 nm | 590–620 nm | 620–750 nm |

在觀察中，天體的亮度通過不同的濾鏡測量兩次，由此產生的幅度差異稱為色指數。對於小行星，U-B或B-V色指數是最常見的。此外，還使用了 V–R、V–I 和 R–I 指數，其中 光度測量字母代表 可見（V）、紅色 （R） 和 紅外（I）。光度序列，如V-R-B-I，可以在幾分鐘內從觀察中獲得。
| 色指數 | 冥族小天體 （Plutino） | QB1天體 （Cubewano） | 半人馬小行星 （Centaurs） | 離散盤 （SDOs） | 彗星 （Comet） | 木星特洛伊 （Jupiter trojan） |
| ------ | ---------------------- | -------------------- | ------------------------- | --------------- | -------------- | ----------------------------- |
| B–V    | 0.895±0.190            | 0.973±0.174          | 0.886±0.213               | 0.875±0.159     | 0.795±0.035    | 0.777±0.091                   |
| V–R    | 0.568±0.106            | 0.622±0.126          | 0.573±0.127               | 0.553±0.132     | 0.441±0.122    | 0.445±0.048                   |
| V–I    | 1.095±0.201            | 1.181±0.237          | 1.104±0.245               | 1.070±0.220     | 0.935±0.141    | 0.861±0.090                   |
| R–I    | 0.536±0.135            | 0.586±0.148          | 0.548±0.150               | 0.517±0.102     | 0.451±0.059    | 0.416±0.057                   |

## 評價
隨著進一步的研究進展，這些分類方案有望得到改進和/或替換。然而，就目前而言，基於上世紀90年代兩次低解析度光譜調查的光譜分類仍然是標準。科學家們一直無法就更好的分類系統達成一致，這主要是因為難以對大量小行星樣本進行一致的詳細量測（例如，更精細的解析度光譜，或密度等非常有用的非光譜數據）。

## 與隕石類型的相關性
小行星的一些分類與隕石類型相關：
- C型：碳質球粒隕石
- S型：石隕石
- M型：鐵隕石
- V型：HED隕石

## 外部連結
- Asteroid spectrum classification using Bus-DeMeo taxonomy （页面存档备份，存于）, Planetary Spectroscopy at MIT (2017)